# Luis Islas
Luis Alberto Islas Ranieri (Buenos Aires, 22 dicembre 1965) è un allenatore di calcio ed ex calciatore argentino.

## Carriera

### Club
La sua carriera inizia a 17 anni, nel Chacarita Juniors, società di Villa Maipú, in provincia di Buenos Aires, dove colleziona 21 presenze. Nel 1983 passa all'Estudiantes, e gioca da titolare fino al 1986, collezionando 107 presenze in Primera División Argentina. Nel 1986 l'ancora giovane portiere viene incluso nella rosa dell'Argentina che vince il campionato del mondo 1986. Nello stesso anno passa all'Independiente, dove gioca 48 partite fino al 1988, anno nel quale gli si aprono le porte dell'Europa grazie all'Atlético Madrid.
Nel 1989 passa al Logroñés, squadra minore del calcio spagnolo, dove gioca quasi tutte le partite della stagione 1989-1990. Nel 1990 torna però in Argentina, all'Independiente, dove rimane fino al 1994, giocando 141 volte e guadagnandosi la convocazione per Stati Uniti 1994. Nel 1995 gioca la stagione al Newell's Old Boys, mentre nel 1996 gioca nel Platense per 10 partite. Nel 1996 passa al Toluca, in Messico, dove rimane fino al 1997 giocando più di 50 partite.
Nel 1998 torna per la terza volta in patria, all'Huracán prima e al Tigre poi. Nel 2000 torna in Messico, al Club León. Nel 2002-2003 gioca la stagione al Talleres di Córdoba, e nel 2003 torna all'Independiente per chiudere la carriera dopo poche partite giocate. È uno dei pochi portieri ad aver subito gol da un altro portiere: è successo durante una partita della Coppa Libertadores 1987 giocata con l'Independiente, quando un lunghissimo rinvio di Daniel Francovig, portiere del Deportivo Táchira, supera Islas che era fuori dai pali.

### Nazionale
Con la nazionale di calcio argentina ha giocato 30 partite, dal 1984 al 1994, vincendo il campionato mondiale di calcio 1986 e la Copa América 1993. Ha giocato a Stati Uniti 1994 come titolare, mondiale chiuso dall'Argentina agli ottavi di finale contro la Romania.

### Allenatore
Dopo il termine della sua attività agonistica, Islas decide di intraprendere la carriera di allenatore, prima con il Club Almagro e successivamente con i boliviani del Club Aurora, anche a causa di un dissidio con il connazionale Emiliano Capella.

## Palmarès

### Giocatore

#### Club

##### Competizioni nazionali
- Campionato argentino: 2

Estudiantes: Nacional 1983
Independiente: Clausura 1994

##### Competizioni internazionali
- Supercoppa Sudamericana: 1

Independiente: 1994
- Recopa Sudamericana: 1

Independiente: 1995

#### Nazionale
- Campionato mondiale: 1

Messico 1986
- Coppa America: 1

Ecuador 1993
- Confederations Cup: 1

1992
- Coppa dei Campioni CONMEBOL-UEFA: 1

Argentina 1993

#### Individuale
- Calciatore argentino dell'anno: 1

1992